# Socjalistyczna Republika Bośni i Hercegowiny
Socjalistyczna Republika Bośni i Hercegowiny (serb.-chorw. Socijalistička Republika Bosna i Hercegovina / Социјалистичка Pепублика Босна и Херцеговина) – jedna z sześciu republik wchodzących w skład Socjalistycznej Federacyjnej Republiki Jugosławii ze stolicą w Sarajewie. Graniczyła z SR Czarnogóry, SR Serbii oraz SR Chorwacji.

## Historia
Utworzona 25 listopada 1943 roku. 31 stycznia 1946 weszła w skład Socjalistycznej Federalnej Republiki Jugosławii. W 1946 r. nazwę oficjalną zmieniono na Ludowa Republika Bośni i Hercegowiny, a w 1963 r. na Socjalistyczna Republika Bośni i Hercegowiny. 1 marca 1992 uzyskała niepodległość jako Republika Bośni i Hercegowiny.